# Bailleul-Neuville
Bailleul-Neuville é uma comuna francesa na região administrativa da Normandia, no departamento de Sena Marítimo. Estende-se por uma área de 13,14 km². Em 2010 a comuna tinha 219 habitantes (densidade: 16,7 hab./km²).